# Karl-Marx-Allee
Die Karl-Marx-Allee ist eine nach dem Philosophen und Gesellschaftstheoretiker Karl Marx benannte Straße in den Berliner Ortsteilen Mitte und Friedrichshain.
Der längere, Friedrichshainer Abschnitt ist durch Wohnblöcke und Türme in einem Stilmix aus Sozialistischem Klassizismus und preußischer Schinkelschule geprägt, der in den 1950er Jahren als Stalinallee errichtet wurde. Die Turmbauten am Frankfurter Tor und am Strausberger Platz vom Architekten Hermann Henselmann sind die städtebaulichen Höhepunkte der Anlage. Den Abschnitt in Mitte dominieren Plattenbauten aus den 1960er Jahren.
Die Straße hieß ursprünglich westlich des Frankfurter Tores der Berliner Zollmauer (etwa Kreuzung mit der Straße der Pariser Kommune) Große Frankfurter Straße und wurde am 21. Dezember 1949 anlässlich der Feiern zu Josef Stalins 70. Geburtstag zusammen mit der östlich anschließenden Frankfurter Allee in Stalinallee umbenannt. Seit dem 13. November 1961 heißt sie Karl-Marx-Allee. Die Frankfurter Allee wurde gleichzeitig wieder unter ihrem alten Namen abgetrennt, allerdings beginnt sie seitdem nicht mehr am originalen Frankfurter Tor, sondern am 1957 gleichnamig benannten Platz weiter östlich. Die Wohnbauten, die sich vom Strausberger Platz bis über das Frankfurter Tor hinaus in die Frankfurter Allee erstrecken, waren als Arbeiterpaläste konzipiert und sollten die Stärke und Ingenieurskunst der DDR repräsentieren.

## Lage
Die Karl-Marx-Allee führt vom Alexanderplatz über den Strausberger Platz bis zum Frankfurter Tor, wo sie in die Frankfurter Allee übergeht. Sie ist Teil der Bundesstraße 1, die Berlin von Magdeburg in Richtung Küstrin-Kietz durchquert, sowie der Bundesstraße 5, die von Frankfurt (Oder) aus kommend nach Hamburg weiterläuft.
Die Straße ist zusammen mit der Frankfurter Allee eine der acht nach Norden, Nordosten und Osten führenden radialen Ausfallstraßen, die vom historischen Zentrum der Stadt, vom Hackeschen Markt und Alexanderplatz, ausgehen. Diese sind im Uhrzeigersinn:
- Oranienburger Straße – Chausseestraße
- Rosenthaler Straße – Brunnenstraße
- Schönhauser Allee
- Prenzlauer Allee
- Otto-Braun-Straße – Greifswalder Straße
- Landsberger Allee
- Karl-Marx-Allee – Frankfurter Allee
- Holzmarktstraße – Mühlenstraße – Stralauer Allee

## Geschichte

### Beginnendes 18. Jahrhundert bis 1949

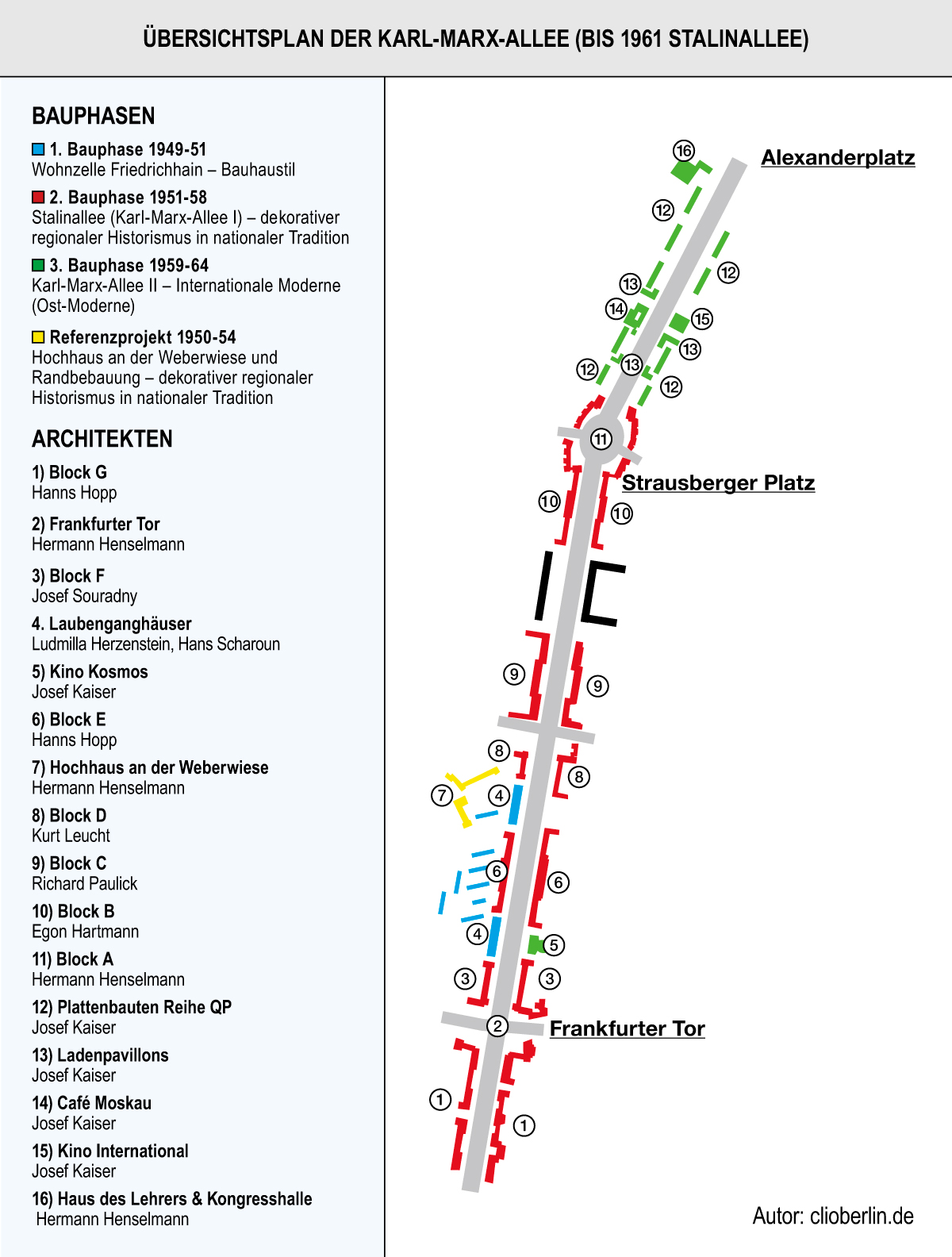
Übersichtsplan Karl-Marx-Allee: Architekten und Bauphasen

Als Frankfurter Straße 1708 vom Markgrafen Albrecht Friedrich von Brandenburg-Schwedt als Verbindung zum Schloss Friedrichsfelde angelegt, trug der Verkehrsweg spätestens in den 1780er Jahren (Stadtpläne von 1786 und 1789) den Namen Große Frankfurter Straße.
Eine Gedenktafel an der Ecke zur Karl-Marx-Allee am Haus Berlin des Strausberger Platzes erinnert an die Verteidiger der Barrikade in der Großen Frankfurter Straße während der Märzrevolution von 1848. Rund 70 Jahre später, nach dem Ersten Weltkrieg, war der Straßenzug während der Novemberrevolution erneut Schauplatz von Barrikadenkämpfen.

Die Große Frankfurter Straße begann nicht am Alexanderplatz, sondern zwischen den Einmündungen der Schillingstraße und der in den 1960er Jahren aufgelösten Kleinen Frankfurter Straße. Mit dem Bau der U-Bahn-Linie E (heute: Linie U5) von 1926/1927 bis 1930 wurde der Straßenzug bis zur damaligen Landsberger Straße verlängert und damit dem geraden Verlauf der U-Bahn-Trasse angepasst. Dieser Abschnitt hieß wiederum Frankfurter Straße bis zur Mitumbenennung 1949 in Stalinallee.

### Vorläufer: Die Laubenganghäuser

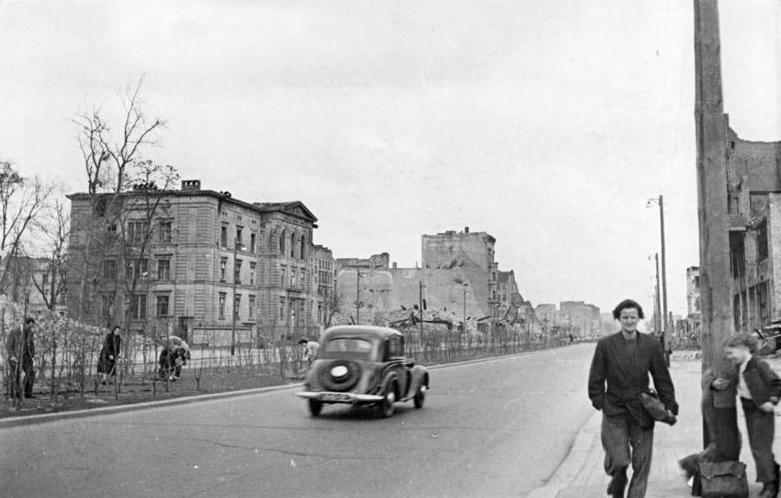
Ruinen an der Stalinallee, 1950

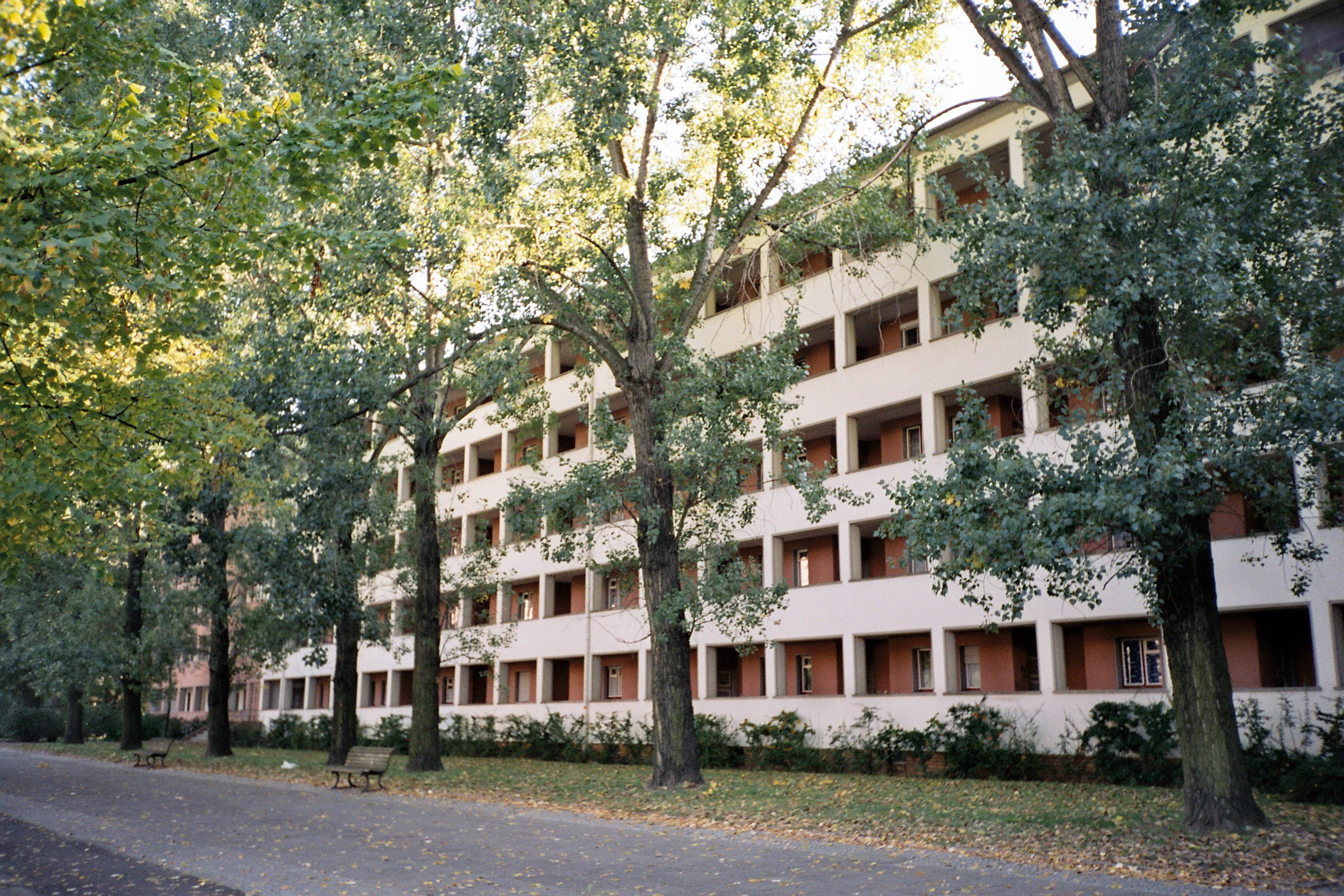
Östliches Laubenganghaus (Nr. 126–128) von Ludmilla Herzenstein

Nach dem Zweiten Weltkrieg hatte der Architekt Hans Scharoun ein Konzept für die völlige Neugestaltung ganz Berlins entwickelt, den Kollektivplan, der eine rigorose Neuaufteilung und Dezentralisierung der Stadt vorsah, dazu eine lockere Bebauung mit viel Grün zwischen den einzelnen Wohneinheiten. Im besonders stark zerstörten Stadtbezirk Friedrichshain im sowjetisch verwalteten Ostteil der Stadt sollte der Plan erstmals großflächig im Umfeld der Weberwiese in Form der Wohnzelle Friedrichshain realisiert werden. Entlang der Stalinallee wurden 1949/1950 für diese Wohnzelle zwei Laubenganghäuser gebaut, die auf Scharouns Vorstellungen zurückgingen (Karl-Marx-Allee 102/104 und 126/128). Dann wurde der Kollektivplan außer Kraft gesetzt; die Ideen, die ihm zugrunde lagen, galten fortan als formalistisch, elitär und westlich-dekadent. Aus ideologischen Gründen kam durch den fortgeschrittenen Personenkult und die Umbenennung nach Stalin eine beliebige Bebauung für diese Straße nicht mehr in Frage. Die Laubenganghäuser wurden im weiteren Baugeschehen entlang der Allee zu isolierten Objekten in einer völlig anders gearteten städtebaulichen und architektonischen Umgebung. Maßstab für das schwerpunktmäßige Bauvorhaben der Ende 1949 gegründeten DDR wurde nun die sowjetische Monumentalarchitektur – es entstand die Stalinallee als Repräsentationsmagistrale. Da die Laubenganghäuser etwas weiter südlich zur sonstigen Baufluchtlinie auf der Südseite der Straße gebaut wurden, ließ das Bezirksamt schnellwachsende Pappeln davor pflanzen, um die Gebäude gegen die anderen abzugrenzen und eine Art Bauflucht herzustellen.

### Erste Bauphase: Sozialistischer Realismus/Nationale Bautradition

#### Prinzipielle Neuüberlegungen
Für Anregungen hinsichtlich einer repräsentativen Gestaltung der Allee, die ihrer vorgesehenen Bedeutung entsprach, reiste 1950 eigens eine Regierungsdelegation nach Moskau, Kiew, Stalingrad und Leningrad, um den Städtebau der Sowjetunion zu studieren. Aus dieser Studienreise gingen „16 Grundsätze des Städtebaus“ hervor. Den ersten Preis bei dem 1951 ausgeschriebenen Gestaltungswettbewerb bekam Egon Hartmann. Obwohl er die städtebaulich beste Lösung anzubieten schien, wurde dann doch zusammen mit den anderen vier Gewinnern der Ausschreibung, den Architekten Richard Paulick, Hanns Hopp, Karl Souradny und Kurt W. Leucht der endgültige Bebauungsplan ausgearbeitet, zu dem auch der Moskauer Chefarchitekt Alexander W. Wlassow und Sergej I. Tschernyschew, der Vizepräsident der Akademie für Architektur, ihren Rat gaben. Die daraus entstandene Bebauung ähnelt stilistisch der Lomonossow-Universität in Moskau und dem Kulturpalast in Warschau.

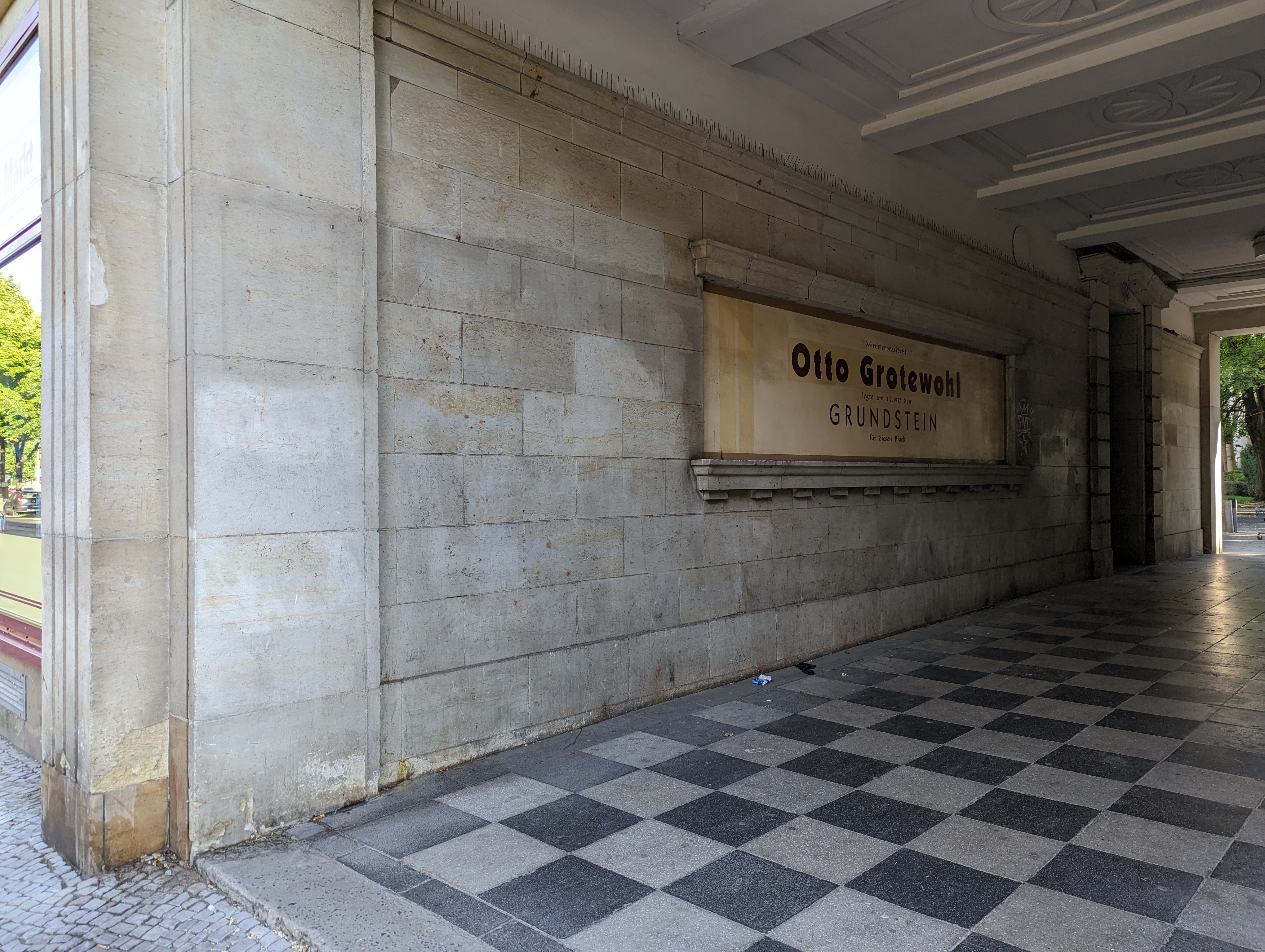
Gedenktafel für Grundsteinlegung am 3. Februar 1952

Im November 1951 veröffentlichte die SED einen Aufruf für den Aufbau Berlins. Das „Nationale Aufbauprogramm Berlin“ sah die Stalinallee als Schwerpunkt eines Stadtteils von Wohn- und Hochhäusern sowie als Vorbild für die hauptstädtische Architektur und Stadtplanung vor. Dazu wurde die Bevölkerung zur Enttrümmerung des Ruinengeländes zu freiwilligen, unbezahlten Arbeitseinsätzen aufgefordert. Anfang 1952 begann der Aushub für den Block E-Süd zwischen den Laubenganghäusern, und am 3. Februar 1952 legte dort Ministerpräsident Otto Grotewohl den Grundstein symbolisch für den gesamten neugedachten Straßenzug:

„Der erste Hammerschlag für die Freundschaft des friedliebenden deutschen Volkes mit den Völkern der Sowjetunion!“

„Hier, liebe Hörer, scheidet sich das alte vom neuen Berlin. Hier endet das Bild der freudlosen alten Fassaden, der düsteren Hinterhöfe, der lichtlosen Fenster. – Hier beginnt die Helle, hier beginnt die Lichtfülle selbst an trüben Tagen, hier werden die heute nebelumsponnenen Silhouetten gewaltiger Bauten sichtbar, hier beginnt die Straße, die seinen Namen trägt: die Stalin-Allee.“

Für die künstlerische Gestaltung des Freiraums und der Fassaden wurden bildende Künstler einbezogen. Eine wichtige Rolle spielte u. a. Gustav Seitz.

#### Hochhaus an der Weberwiese
Das im Jahr 1951 fertiggestellte Hochhaus an der Weberwiese stellt den Prototyp dar, nach dessen Vorbild die ganze Straße bebaut wurde. Der Architekt Hermann Henselmann hatte mit diesem Gebäude den Baustil gefunden, den die politische Führung der DDR für den Wiederaufbau gesucht hatte: ein dekorativer regionaler Historismus. Dieser orientierte sich am Vorbild des „Sozialistischen Klassizismus“ der Sowjetunion der Stalinzeit und an der sogenannten „nationalen Bautradition“, so etwa am maßgeblich durch Karl-Friedrich Schinkel geprägten Berliner Klassizismus.

#### Deutsche Sporthalle und Stalindenkmal

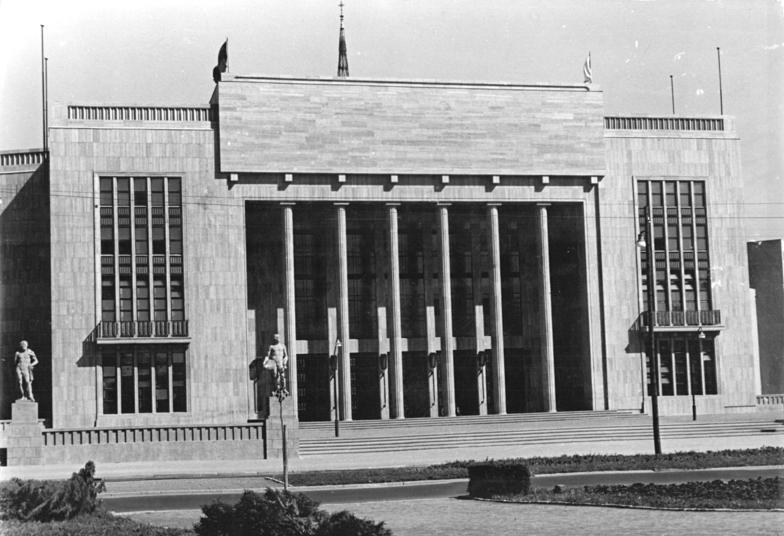
Deutsche Sporthalle, 1951

Außer von den Laubenganghäusern wird das Friedrichshainer Ensemble unterbrochen durch zwei Blocks von Plattenbauten, die sich zwischen Andreasstraße und Koppenstraße befinden. Hier stand auf der Nordseite ursprünglich die von Paulick entworfene monumentale neoklassizistische Deutsche Sporthalle, die 1951 für die III. Weltfestspiele der Jugend und Studenten in nur 148 Tagen errichtet wurde und in der Allee das erste fertiggestellte Gebäude dieses Stils war. Aus politischen Gründen wurden die speziellen Stahlträger für die aufwendige Dachkonstruktion nicht aus der Bundesrepublik Deutschland geliefert, sodass ein provisorisches Hilfsdach gebaut werden musste, dessen Säulen der Sichtbarkeit in der Halle nicht dienlich waren.

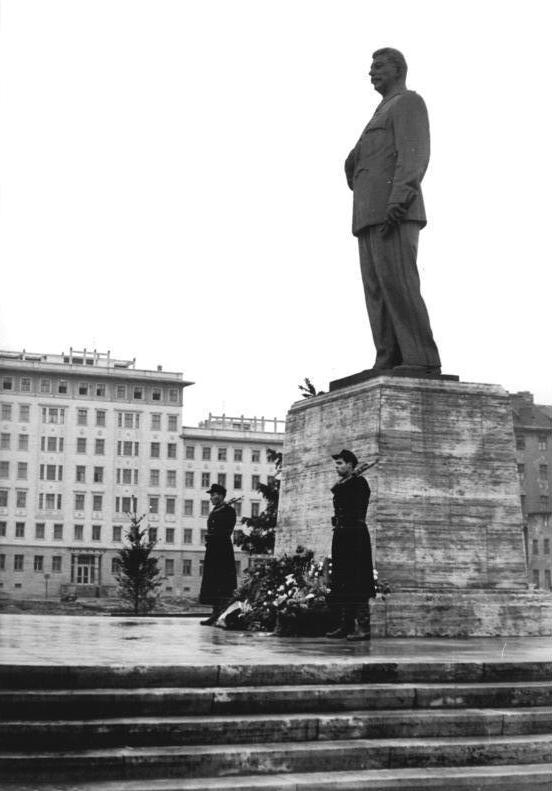
Stalindenkmal, 1953

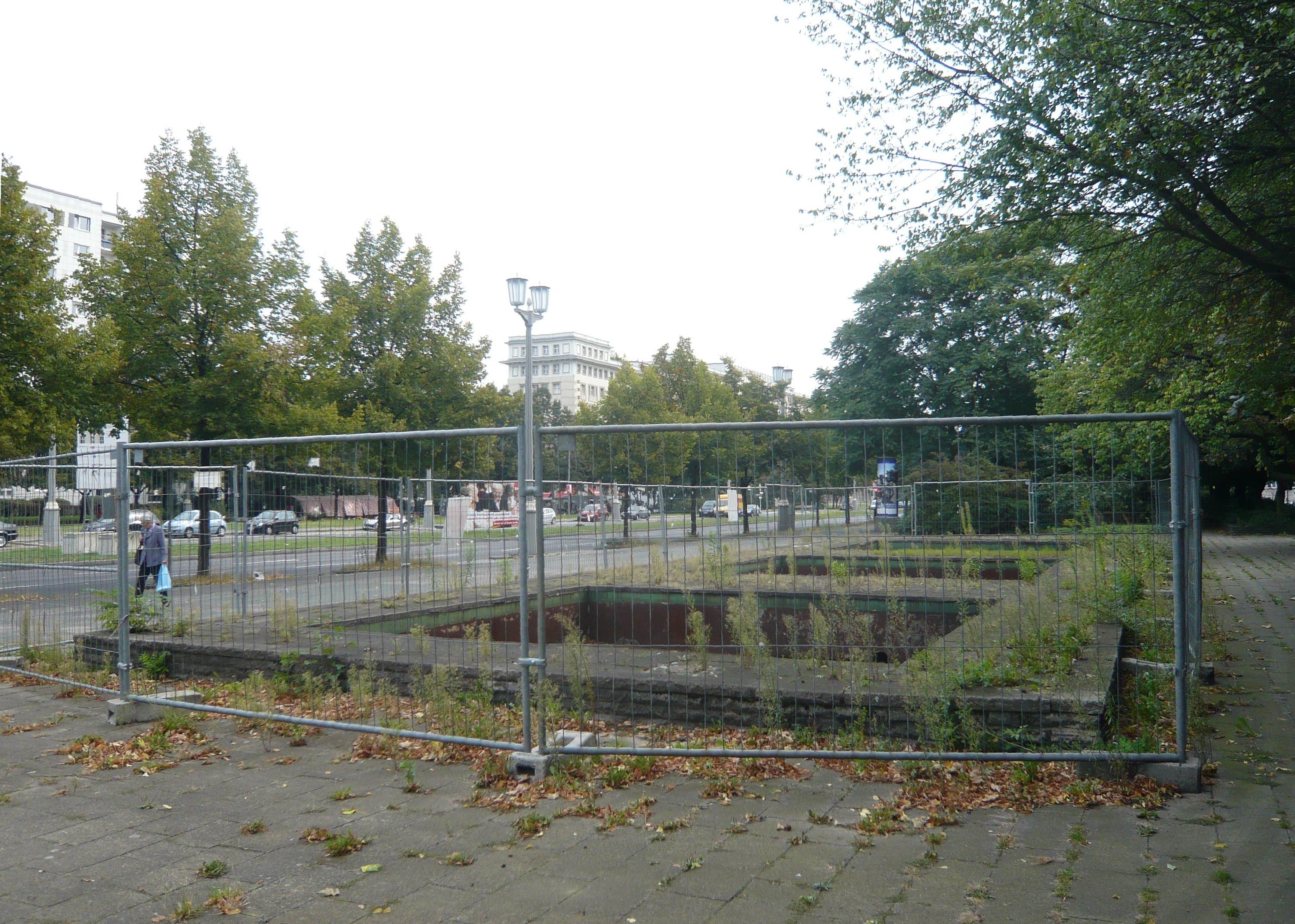
Dreifach-Brunnenbecken am ehemaligen Standort des Stalindenkmals, 2009

Da während der Bauzeit das Berliner Stadtschloss beseitigt wurde, kamen Kopien von vier Monumentalplastiken aus dem Schlüterhof vor die Eingangsterrasse der als Repräsentativbau gedachten Sporthalle. 1969 wurde die Halle wegen Bauschäden gesperrt und 1972 abgerissen.
Der Sporthalle gegenüber befand sich das Stalindenkmal – ein 4,80 Meter hohes Bronzestandbild Stalins auf einer Terrasse mit hohem Sockel, das am 3. August 1951 enthüllt wurde. Nach der Entstalinisierung in der Sowjetunion wurde das Denkmal im Spätherbst 1961 über Nacht abgerissen und die Bronzestatue anschließend zerkleinert und eingeschmolzen. Zeitgleich mit dem Sturz des Denkmals wurden die Straßenschilder Stalinallee gegen neue mit dem Namen Karl-Marx-Allee ausgewechselt.

#### Volksaufstand vom 17. Juni 1953
Besondere Bedeutung erlangte die Straße beim Aufstand vom 17. Juni 1953. Die Arbeiter auf den Großbaustellen der damaligen Stalinallee begannen am 16. Juni mit Streiks gegen die vom Zentralkomitee der SED angeordnete allgemeine Erhöhung der Arbeitsnormen. Die Demonstrationen breiteten sich schließlich in großen Teilen der Stadt aus und setzten sich in der gesamten DDR fort.
Der Protest in der Stalinallee begann am Rosengarten, einer Freifläche bis zum Weidenweg mit dem Block 40, gegenüber dem westlichen Laubenganghaus (Block 1) und der Weberwiese. Seit den späten 1990er Jahren erinnert dort ein kleines schlichtes Denkmal daran. Es besteht aus einem Mäuerchen aus den damals hier hauptsächlich verbauten recycelten Ziegelsteinen. Die kleine sitzhohe unverputzte Mauerecke trägt zur Fußgängerseite hin auf einer metallenen Tafel die Inschrift „Wir wollen freie Menschen sein.“ Darunter erläutert folgender Text das Ensemble: „Am Rosengarten begannen die Bauarbeiter am 16. Juni 1953 ihren Protest gegen die Normerhöhung der SED-Regierung. Ihre Aktion führte am 17. Juni 1953 zum landesweiten Volksaufstand.“ Ausführlicher werden die Geschehnisse auf einer danebenstehenden Texttafel dargestellt.

#### Arbeiterpaläste

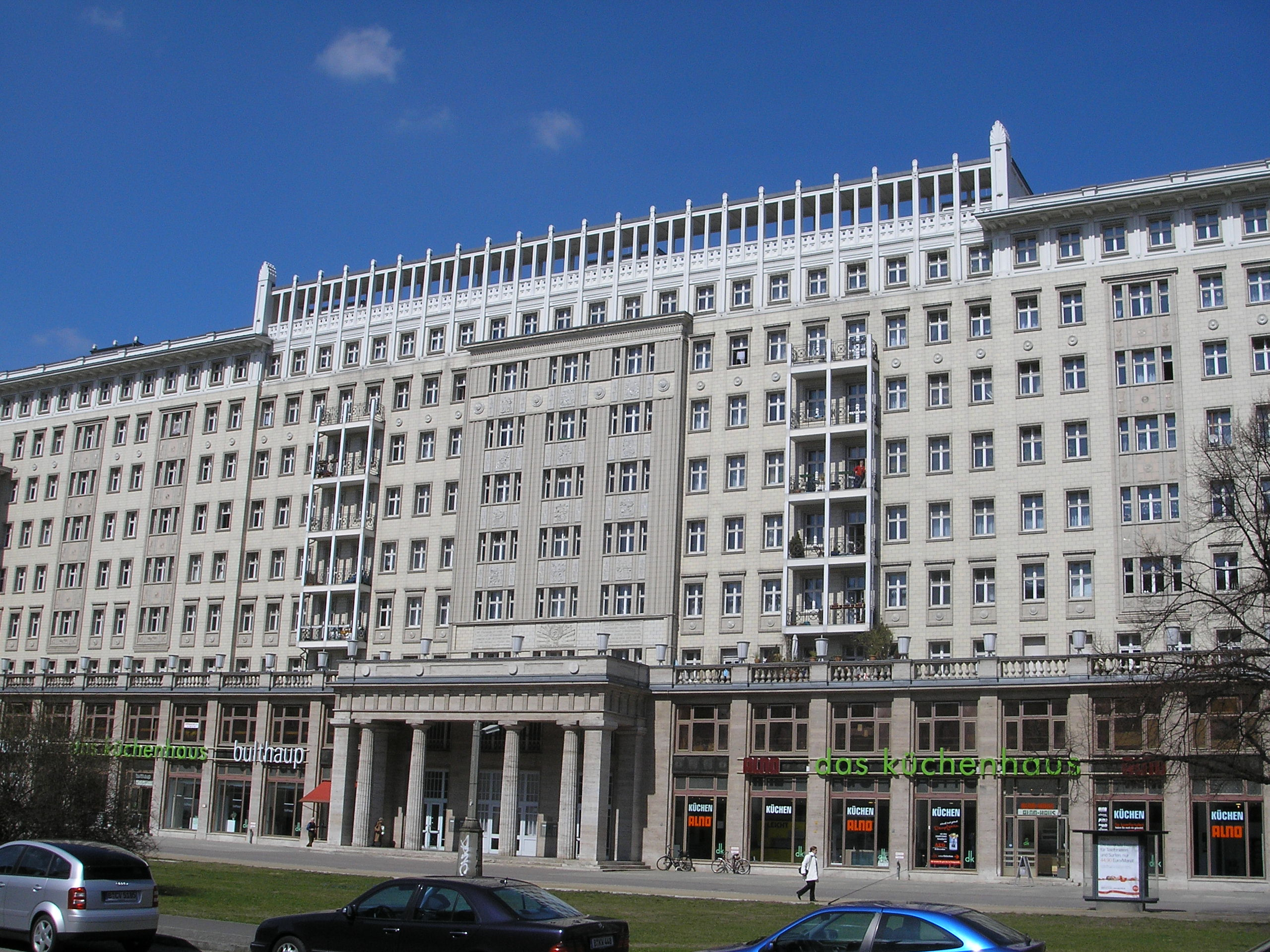
Block C Nord zwischen Koppenstraße und Straße der Pariser Kommune

Strausberger Platz, Gestaltung des Brunnens: Fritz Kühn

Die überdurchschnittlich breite Straße war nicht nur für den städtischen Verkehr vorgesehen, sondern sollte Ost-Berlins Anspruch als Hauptstadt gerecht werden sowie für Aufmärsche und Paraden dienen. So fand auf ihr seit 1977 die Demonstration zum 1. Mai und seit 1979 die alljährliche Ehrenparade der Nationalen Volksarmee (NVA) anlässlich des Feiertags der Gründung der DDR am 7. Oktober statt; die Ehrentribüne für die Abnahme der Aufzüge stand im zweiten Abschnitt zwischen dem Strausberger Platz und dem Alexanderplatz. Die letzte Parade dieser Art wurde im Jahr 1989 abgehalten. Daneben war die Ost-Berliner Magistrale auch Teil der Protokollstrecke bei Staatsbesuchen.
Der Prachtboulevard zieht sich über zwei Kilometer schnurgerade hin, gesäumt von jeweils fünf groß dimensionierten Wohnblöcken mit bis zu 13 Stockwerken. Auf der Nordseite bildet ein breiter begrünter Streifen eine gute Luftschneise und hält einen Teil des Verkehrslärms fern. Die Fassaden erhielten – unter dem Schlagwort vom Historischen Erbe – etliche schmückende Stilelemente des Berliner Klassizismus, einer Epoche, die mehr als 120 Jahre zurücklag. An vielen Stellen finden sich auch Rückgriffe auf antike Einzelformen, dorische oder ionische Säulen beispielsweise, Ziergiebel mit Architrav und Fries usw. Dies alles stand im Gegensatz zu dem nahezu zeitgleich in West-Berlin begonnenen und durchgeführten Großprojekt, dem Wiederaufbau des ebenfalls weitgehend zerstörten Hansaviertels in West-Berlin. Im Rahmen einer internationalen Bauausstellung versuchten sich dort namhafte Architekten am Konzept des lockeren, durchgrünten Städtebaues mit modern gestalteten Einzelbauten, das so ähnlich auch Scharoun vertreten hatte. Hier fand vor allem ein Richtungsstreit von Stadtplanern und Architekten neben einem Wettstreit der politischen Systeme statt. Stalinallee und Hansaviertel dienten beide als Demonstrationsobjekte für die Leistungsfähigkeit des jeweiligen Gesellschaftssystems.
Der Boulevard wird im Westen vom Strausberger Platz mit seinen dazu passend gestalteten Blöcken mit leicht gerundeten Fassaden begrenzt. Dessen 13-geschossige Hochhäuser von Henselmann wirken wie ein Stadttor und sind an der amerikanischen Art-déco-Architektur der 1930er Jahre angelehnt. Im Osten der Allee, kurz vor dem Ende der repräsentativen Bebauung an der Frankfurter Allee Ecke Proskauer Straße, bildet das Frankfurter Tor mit seinen zwei Türmen, die auch von Henselmann konzipiert wurden, den zweiten architektonischen Höhepunkt. Die Kuppeln sind den Gontardschen Türmen des Deutschen und Französischen Doms nachempfunden.
Eine Unterbrechung des klassizistisch geprägten Ensembles befindet sich den Laubenganghäusern genau gegenüber. Nahe der Kreuzung zur Warschauer Straße, wird sie vom Kinogebäude Kosmos eingenommen, das ebenfalls zur Baufluchtlinie deutlich zurückgesetzt steht. Es wurde nach Plänen des Architekten Josef Kaiser 1961/1962 erbaut. Mit 1001 Plätzen war es das größte und modernste Filmtheater der DDR. Von 1996 bis Ende Juli 2005 befand sich hier ein von der UFA betriebenes Multiplex-Kino für 3400 Zuschauer. Seit März 2006 wird das Gebäude als Mehrzweckkomplex für Konferenzen, Abendveranstaltungen, Kino und Theater genutzt.

### Zweite Bauphase: „2. Bauabschnitt / Karl-Marx-Allee II“ 1959–1969

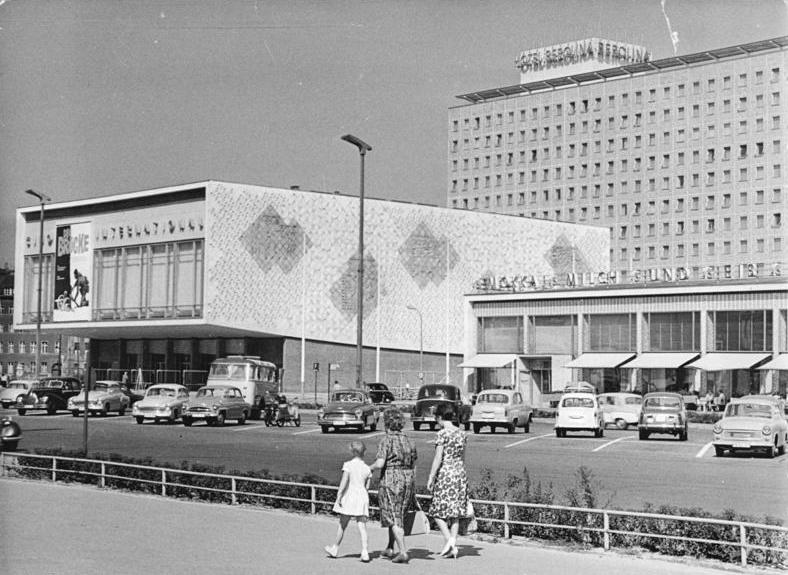
Kino International (links), Hotel Berolina und Mokka-Milch-Eisbar, 1964

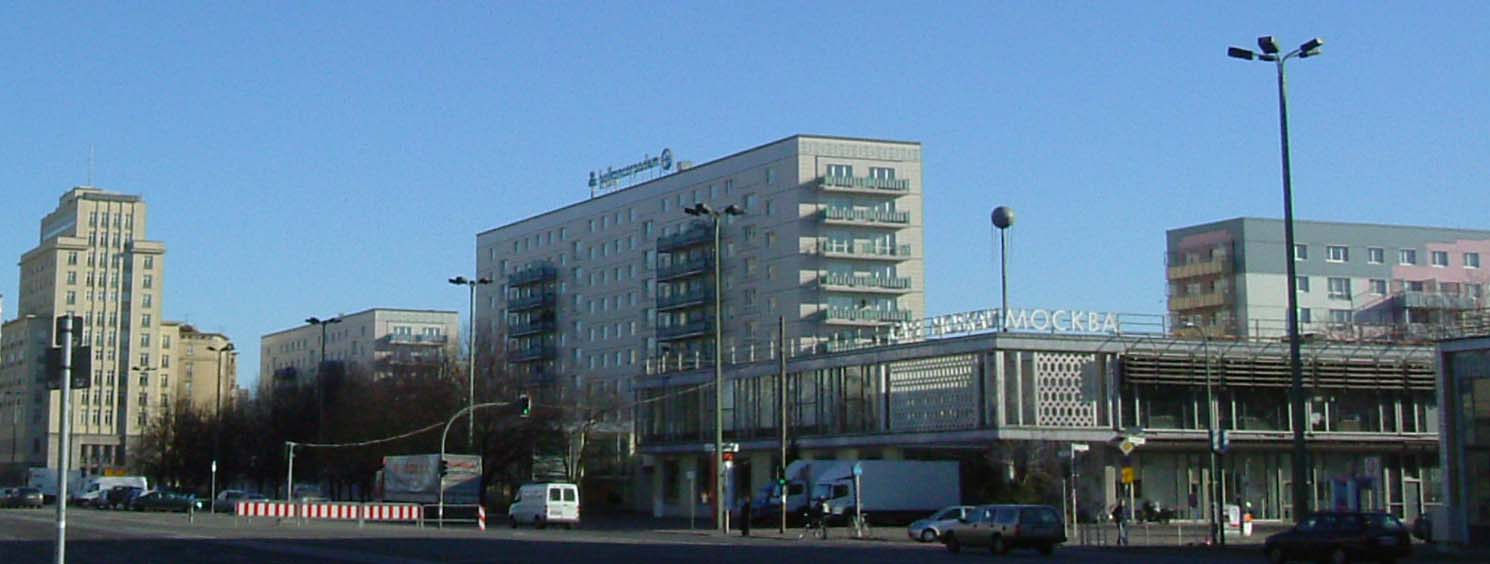
Restaurant Café Moskau, 2004

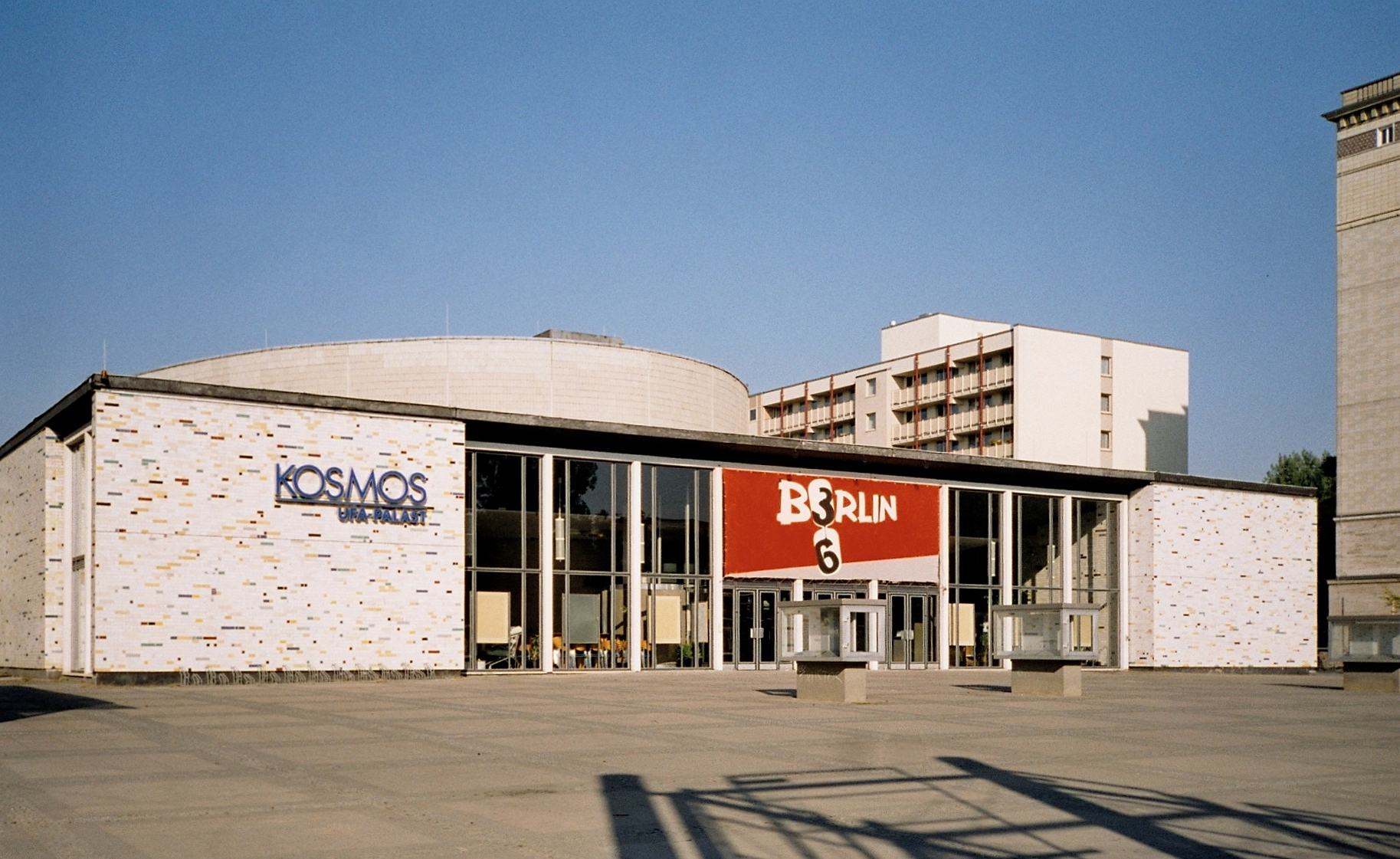
Kino Kosmos

Entsprechend den Vorgaben wurde die Straße nicht bis hin zum Alexanderplatz einheitlich weiterbebaut. In der Vorplanung für den Abschnitt wurden unterschiedliche Vorschläge unterbreitet, die teils den Stil des ersten Bauabschnitts aufnahmen. Ein Wandel ab Mitte der 1950er Jahre wegen dessen hoher Baukosten sowie eines zwischenzeitlich eingetretenen Stilwandels führte jedoch zu einer Neuorientierung. In einer zweiten Phase wurde deshalb zwischen dem Strausberger Platz und dem Alexanderplatz im Gegensatz zum ersten Abschnitt moderne acht- bis zehngeschossige Plattenbauten als Wohnhäuser errichtet mit weiten Grünflächen zur Straße und zwischen den Blöcken sowie mehrere Solitärbauten und Pavillons. Die markantesten Bauwerke dieses Abschnittes sind das Restaurant Café Moskau (Nr. 34, erbaut 1961–1964), das Kino International (Nr. 31, 1961–1963) und das hinter dem Kino gelegene, 13-geschossige Hotel Berolina (Nr. 33, 1961–1964), das später als Interhotel betrieben wurde. Zu der unter der künstlerischen Gesamtleitung von Josef Kaiser entstandenen Gebäudegruppe gehören auch zweigeschossige Verkaufspavillons nach Entwürfen von Josef Kaiser, Walter Franek und Horst Bauer. Ursprünglich sollten entlang des gesamten 700 Meter langen und 125 Meter breiten zweiten Bauabschnitts elf Verkaufspavillons errichtet werden, jedoch wurden nur fünf davon zwischen Strausberger Platz und Schillingstraße innerhalb des gleichen Gesamtzeitraums verwirklicht. Der bekannteste darunter ist die Mokka-Milch-Eisbar (Nr. 35); des Weiteren wurden Kunst im Heim (Nr. 45), das Schuhhaus Centrum (Nr. 46), der Kosmetiksalon Babette (Nr. 36) und der Modesalon Madeleine zusammen mit dem Südeingang zum U-Bahnhof Schillingstraße und dem Blumenhaus Interflor (Nr. 32) ausgeführt. Die Hallenbauten mit offenem Galeriegeschoss sind mit ihrer großflächigen Verglasung und ihren gelben Keramikplatten als spezielle Gruppe erkennbar. Sie sollen nach 2020 nun um die fehlenden sechs Pavillons komplettiert werden (siehe Abschnitt Zukunftsplanungen).

Im Gegensatz zum ersten Bauabschnitt umfassten die Arbeiten die Errichtung eines vollständigen Stadtviertels weit hinter der Karl-Marx-Allee bis zur Mollstraße. Die Landsberger Straße, die vom Alexanderplatz kommend, das Viertel diagonal durchschnitten hätte, wurde daher aufgehoben, von ihr blieb nur das Haus der Gesundheit erhalten. In der zweiten Hälfte der 1960er Jahre wurde der Aufbau des zweiten Abschnitts der Karl-Marx-Allee in Zusammenhang mit der Neugestaltung des Alexanderplatzes beendet. Die zwei letzten Wohnblöcke wurden 1967 an der Nordwestseite fertiggestellt. Zwischen ihnen und dem Fahrdamm standen noch zwei vier- bis fünfgeschossige Wohnzeilen aus der Zeit der neuen Frankfurter Straße, die erst Ende der 1960er Jahre abgerissen wurden. Als letzter Neubau wurde 1969 – rechtzeitig zum 20. Jahrestag der Gründung der DDR – gegenüber dem Haus des Lehrers das Haus der Statistik errichtet und erhielt die Hausnummer 1.

### Die Allee in den Medien

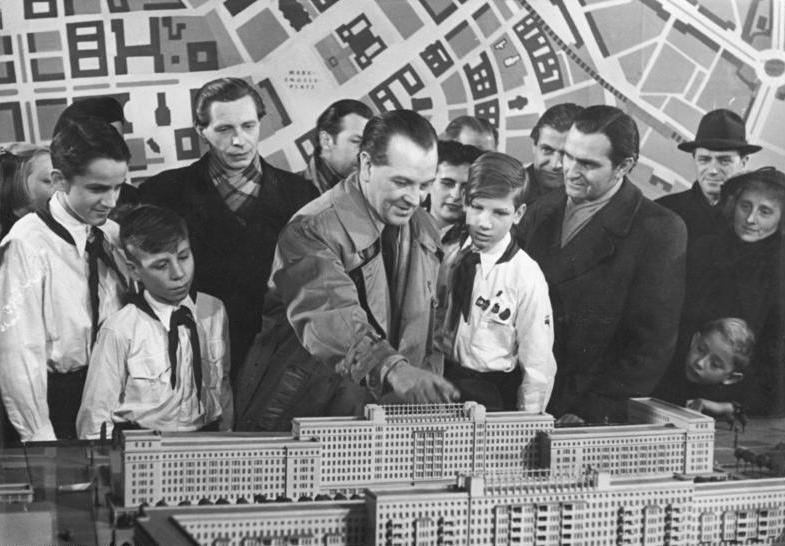
Szene aus dem DEFA-Kulturfilm Die neue Wohnung mit dem Planer Richard Paulick an einem Modell der Stalinallee

Das volkseigene DDR-Filmunternehmen DEFA begleitete die Baumaßnahmen zur Stalinallee durch propagandistische Wochenschauen und Kulturfilme. Im Jahr 1952 drehte die DEFA den Kulturfilm Die neue Wohnung. Dabei wirkte der Architekt Paulick in einer Filmszene mit, die in der Deutschen Sporthalle spielte. Mittels eines dort aufgestellten Modells der Stalinallee erklärte er darin die Bedeutung der im Bau befindlichen „sozialistischen Großbauten“. 1954 erschien der DEFA-Film Geschichte einer Straße, in dem das Filmkollektiv um Bruno Kleberg historische Stationen der Stalinallee schilderte – unter Auslassung des Aufstandes vom 17. Juni 1953.

### Nach der Wiedervereinigung

#### Namensfrage, Sanierungen

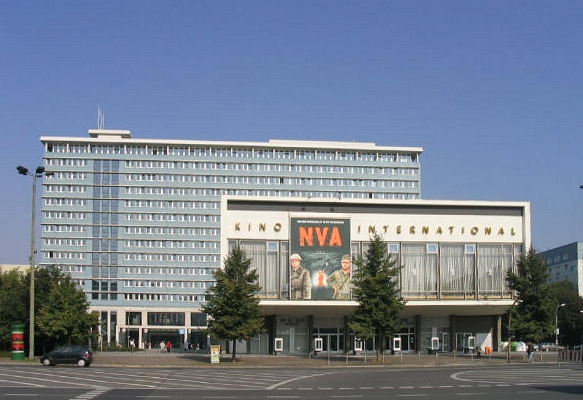
Kino International und Rathaus Mitte

Nach der politischen Wende wurde eine Umbenennung der Karl-Marx-Allee wie auch vieler weiterer zu DDR-Zeiten benannter Straßen Ost-Berlins diskutiert. Die zuständigen Bezirke entschieden sich gegen eine Umbenennung der Karl-Marx-Allee. Im Herbst 1993 setzte der Senat von Berlin eine unabhängige Kommission ein, die Vorschläge für Umbenennungen verschiedener Straßen erarbeiten sollte. Ihren Vorschlag, den westlichen Teil der Karl-Marx-Allee in Hegelallee umzubenennen, setzte der Senat jedoch nicht um.
Die Wohngebäude der Allee wurden nach der deutschen Wiedervereinigung von verschiedenen Investoren gekauft und meist aufwändig saniert.
Das Hotel Berolina wurde im Frühling 1996 abgerissen und anschließend durch einen in Form und Farbe ähnlichen Neubau ersetzt, in dem das Bezirksamt Mitte am 2. März 1998 seinen Betrieb aufnahm. Im Jahr 1997 entstand als 14-geschossiges Bürohochhaus das Vitro Plaza, ein weiterer Neubau, zurückgesetzt hinter einem Vorplatz an der südöstlichen Ecke zur Straße der Pariser Kommune.

#### Erhalt der Straßenlaternen

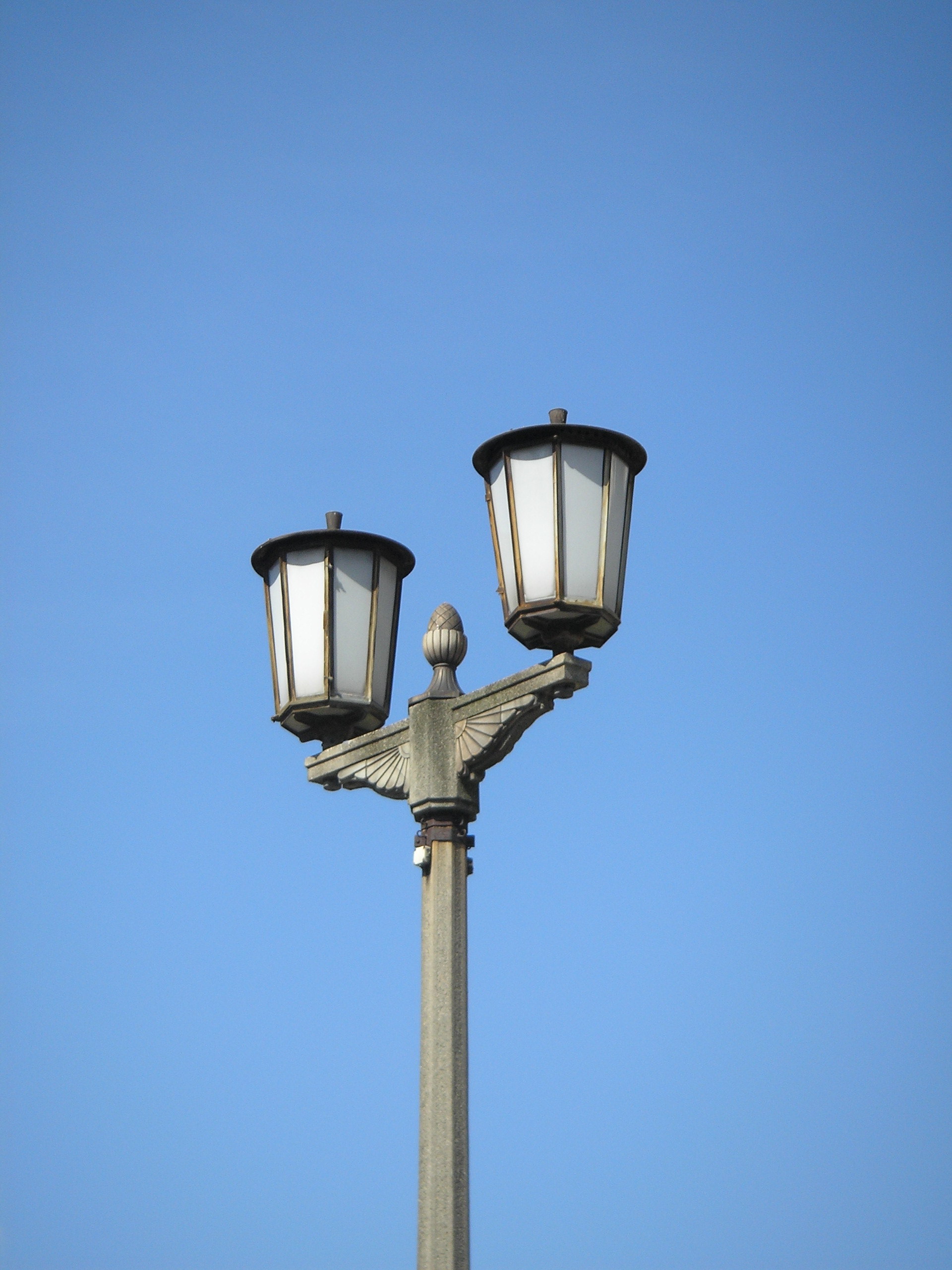
Paulick-Kandelaber vor der Erneuerung, April 2006

Das Gesamtbild der Straße wurde durch die von Paulick entworfenen 215 Kandelaber bestimmt. Allerdings waren sie seit ihrer Inbetriebnahme nicht gepflegt worden, sodass ihr maroder Zustand zu einer Sanierung führen musste, der ursprünglich für 2006 geplant war. Er verschob sich jedoch aufgrund der Wiederholung der Ausschreibung aus Kostengründen in die zweite Jahreshälfte 2007. Im Dezember 2007 wurde dann der erste originalgetreu rekonstruierte Kandelaber an der Kreuzung Karl-Marx-Allee/Lebuser Straße wieder aufgestellt.

#### Zukunftsplanungen
Planungen zur Umgestaltung des zum Alexanderplatz liegenden Teils (Bauphase III) und der nördlich und südlich angrenzenden Bereiche werden seit den 2010er Jahren in einer eigenen Planwerkstatt koordiniert.
Im Mai 2018 wurde der Öffentlichkeit ein Projekt vorgestellt, nach dem die in den 1960er Jahren von den DDR-Architekten Josef Kaiser, Werner Dutschke und Walter Franek errichteten Pavillons komplettiert werden sollen. Elf waren geplant, nur fünf wurden tatsächlich gebaut: Modesalon Madeleine mit Blumenhaus Interflor, Mokka-Milch-Eisbar, Kosmetiksalon Babette, Kunst im Heim und Schuhhaus Centrum. Diese sind denkmalgeschützt und werden weiterhin genutzt. Nach einem 2017 vom Bezirksamt Mitte und dem Eigentümer der Flächen, der WBM, durchgeführten Einladungs-Werkstattwettbewerb für weitere sechs Glaspavillons wurden fünf Entwürfe eingereicht, die im Rathaus Mitte vorgestellt werden. Interessierte und Anwohner konnten sie beurteilen und auch über die spätere Nutzung mitbestimmen. Ein tatsächlicher Baubeginn ist noch nicht festgelegt worden.

## Verkehr

### Öffentlicher Nahverkehr
Die Karl-Marx-Allee wird auf der gesamten Länge von der U-Bahn-Linie U5 unterfahren, die den Hauptbahnhof mit Hönow verbindet. Die Linie wurde am 21. Dezember 1930 unter der damaligen Großen Frankfurter Straße / Frankfurter Allee mit den vier heutigen Stationen Schillingstraße, Strausberger Platz, Weberwiese und Frankfurter Tor eröffnet. Nachts werden diese Bahnhöfe von der Nachtbuslinie N5 bedient.
An der Kreuzung mit der Andreasstraße und Lebuser Straße wird die Allee von der Buslinie 142 und am U-Bahnhof Frankfurter Tor von den Straßenbahnlinien M10 und 21 gequert.

### Fahrradverkehr

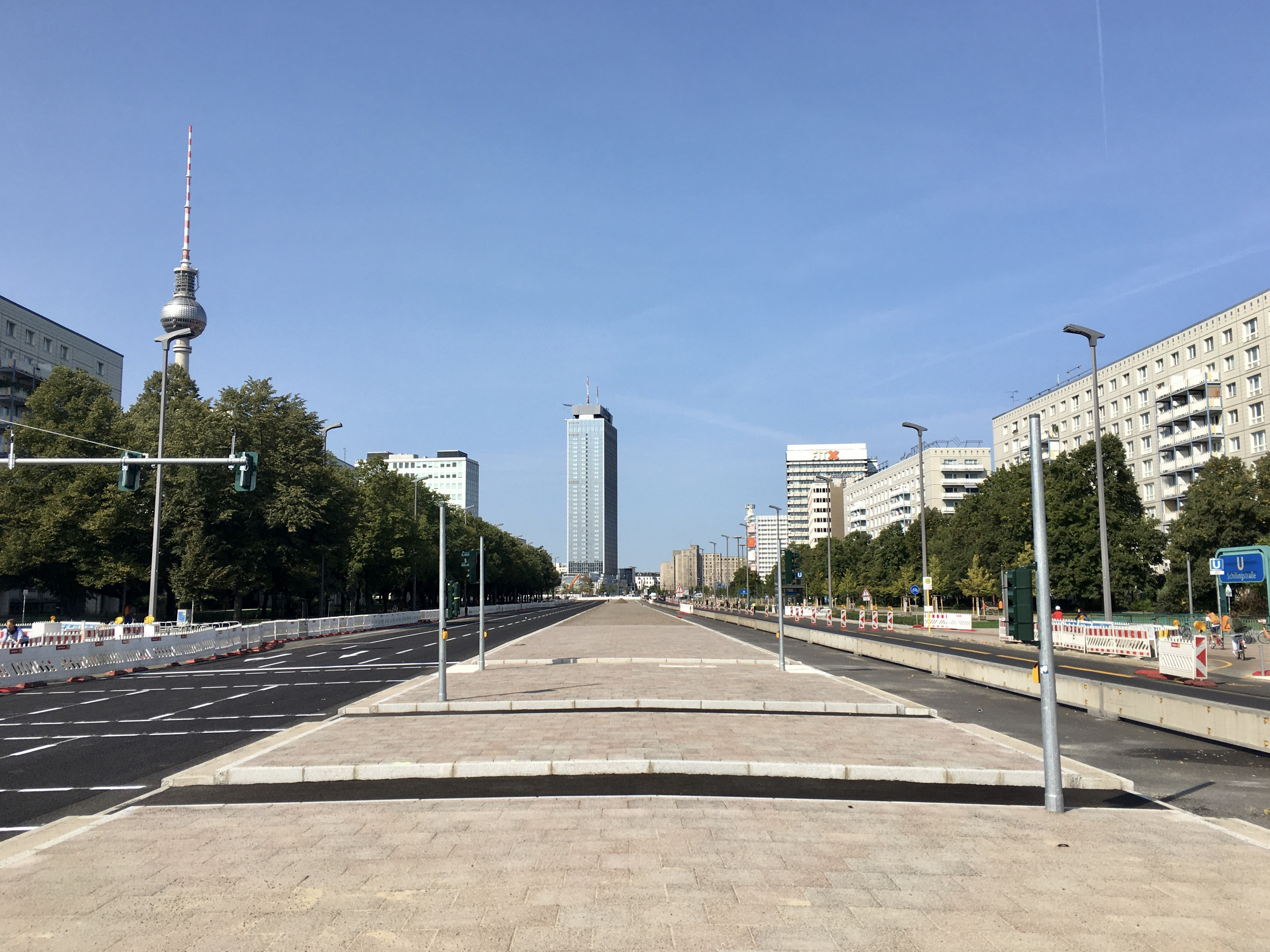
Während des Umbaus im September 2020

Der Fahrradverkehr wird zwischen der Kreuzung Niederbarnimstraße/Proskauer Straße und dem Alexanderplatz größtenteils bereits seit der Fertigstellung der Allee beiderseits auf einem abgesetzten Fahrradstreifen neben dem Kraftfahrstreifen geführt. Die Übersichtlichkeit der Straßenkreuzungen und damit die Sicherheit der Radfahrer ist auf der gesamten Länge sehr unterschiedlich.
Das Verkehrskonzept des Senats sieht ab 2020 einen Umbau der Straße dahingehend vor, dass bis zu vier Meter breite geschützte Radwege auf beiden Straßenseiten entstehen sollen. Ein erster Abschnitt zwischen dem Strausberger Platz und dem Alexanderplatz konnte 2021 eingeweiht werden.

## Kurioses
Im Februar 2009 ergänzte ein damals anonymer Autor den Wikipedia-Artikel zur Straße um die Behauptung, die Straße sei zu DDR-Zeiten im Berliner Volksmund wegen der Fassadenfliesen auch als „Stalins Badezimmer“ bezeichnet worden. Diese Bezeichnung griffen in der Folgezeit mehrere Medien auf und wiederholten, es handele sich um einen in der DDR gebräuchlichen Ausdruck. Ein Beleg für die tatsächliche Verwendung dieses Begriffes in der DDR fehlte und konnte auch nicht nachgeliefert werden. Nachdem ein Leserbriefschreiber im Jahr 2011 in der Berliner Zeitung die Verbreitung dieses Ausdrucks im Volksmund bezweifelt hatte, gab ein Journalist dieses Blattes, Andreas Kopietz, an, für die frei erfundene Einfügung in den Wikipediaartikel verantwortlich zu sein. Als Motiv nannte er seinen Ärger über verschiedene angebliche Berolinismen, die oft gar nicht im Volksmund verbreitet seien.